# 馬達加斯加鮗
馬達加斯加鮗為輻鰭魚綱鱸形目鱸亞目七夕魚科的其中一種，分布於西印度洋的馬達加斯加海域，棲息深度可達12公尺，體長可達11公分，棲息在珊瑚礁，屬肉食性，雄魚有護卵的行為。

## 擴展閱讀
維基物種上的相關：馬達加斯加鮗